# Hoodie SZN
| Оценки критиков | Оценки критиков |
| Источник        | Оценка |
| --------------- | --- |
| HipHopDX        | 3,7 из 5 звёзд · 3,7 из 5 звёзд · 3,7 из 5 звёзд · 3,7 из 5 звёзд · 3,7 из 5 звёзд                                                                                                |
| Pitchfork       | 6,8 из 10 звёзд · 6,8 из 10 звёзд · 6,8 из 10 звёзд · 6,8 из 10 звёзд · 6,8 из 10 звёзд · 6,8 из 10 звёзд · 6,8 из 10 звёзд · 6,8 из 10 звёзд · 6,8 из 10 звёзд · 6,8 из 10 звёзд |
| Rolling Stone   | 3 из 5 звёзд · 3 из 5 звёзд · 3 из 5 звёзд · 3 из 5 звёзд · 3 из 5 звёзд |

Hoodie SZN — второй студийный альбом американского рэпера A Boogie wit da Hoodie. Он был выпущен 21 декабря 2018 года на лейблах Highbridge и Atlantic Records. Альбом содержит гостевые участия от Juice WRLD, 6ix9ine, Nav, Offset, Tyga, Янг Тага и других. Ему предшествовал сингл «Look Back at It».

## История
3 декабря 2018 года A Boogie wit da Hoodie опубликовал обложку альбома на своей странице в Instagram. XXL Mag описал обложку как «рифмоплёт, окутанный мраком, под проливным дождём в худи Highbridge the Label с изображённым на заднем плане мостом Bronx High Bridge». В декабре 2018 года артист заявил, что процесс записи альбома занял более года.
В социальных сетях A Boogie написал: «Мой второй альбом #HoodieSzn выходит 12/21/18… На его создание у меня ушло больше года, и я не могу дождаться, когда вы все его сможете услышать. Это для моих первых поклонников. Спасибо, что были со мной».

## Синглы
Четыре песни с альбома Hoodie SZN попали в чарт Billboard Hot 100: «Demons and Angels» при участии Juice WRLD заняла 90 место, «Startender» с гостевыми куплетами от Offset и Tyga заняла 59 место, совместный с 6ix9ine трек «Swervin» занял 38 место, а песня «Look Back At It» (ведущий сингл альбома) заняла 27 место, став самой популярной песней с альбома и самой популярной песней A Boogie на тот момент.

## Коммерческий успех
Hoodie SZN дебютировал на втором месте в Billboard 200, набрав за первую неделю 90 000 эквивалентных альбому единиц (включая 6 000 продаж альбома). На второй неделе альбом остался на втором месте в чарте, набрав ещё 58 000 единиц. На третьей неделе альбом поднялся на первое место в чарте, заработав на 58 000 единиц больше при 823 копиях в традиционном альбомном прокате. Этот альбом стал первым альбомом A Boogie wit da Hoodie, получившим номер один в США. 26 июня 2019 года альбом был удостоен платиновой сертификации RIAA за совокупные продажи и альбомный эквивалент в количестве более миллиона единиц в Соединённых Штатах.

## Список композиций
Информация взята из Tidal.
| №                   | Название                                                   | Автор(ы) | Продюсер(ы)                                                                   | Длительность |
| ------------------- | ---------------------------------------------------------- | --- | ----------------------------------------------------------------------------- | ------------ |
| 1.                  | «Voices in My Head»                                        | Артист Дубоуз, Джейкоб Даттон, Кристофер Руэлас, Маркус Слейд и Марио Свит                                                         | Джейк Уан, Nascent и Slade da Monsta                                          | 2:22         |
| 2.                  | «Beasty»                                                   | Дубоуз, Кеннет Блюм III и Грэм Мурон                                                                                               | Кенни Битс и KillaGraham                                                      | 2:32         |
| 3.                  | «I Did It»                                                 | Дубоуз и Питер Вилорио | Prettyboy P                                                                   | 3:35         |
| 4.                  | «Swervin» (при участии 6ix9ine)                            | Дубоуз, Даниэль Эрнандес, Лондон Холмс, Обри Робинсон, Кевин Ричардсон и Рорк Бейли                                                | London on da Track                                                            | 3:08         |
| 5.                  | «Startender» (при участии Offset и Tyga)                   | Дубоуз, Киари Сифус, Майкл Стивенсон, Тайлер Уильямс, Кристиан Уорд и Кристофер Дотсон                                             | T-Minus                                                                       | 3:12         |
| 6.                  | «Demons and Angels» (при участии Juice WRLD)               | Дубоуз, Джаред Хиггинс и Тони Сон                                                                                                  | Richie Souf                                                                   | 3:34         |
| 7.                  | «Love Drugs and Sex»                                       | Дубоуз и WolfBoy | WolfBoy                                                                       | 2:37         |
| 8.                  | «Skeezers»                                                 | Дубоуз, Карлос Янг и Та'Вон Вашингтон                                                                                              | The Atomix                                                                    | 3:18         |
| 9.                  | «Savage»                                                   | Дубоуз, Янг и Т. Вашингтон | The Atomix                                                                    | 2:49         |
| 10.                 | «Come Closer» (при участии Квин Найджи)                    | Дубоуз, Найджа Буллз, Джастин Тимберлейк, Тимоти Мосли, Скотт Сторч, Чез Маццота, Роберт Блейк-младший, Рок Джорджес и Райан Лурье | Маццота, Iloveryno, Myster Whyte, Блейк-младший, Hitmaka[a] и SkipOnDaBeat[a] | 2:36         |
| 11.                 | «Look Back at It»                                          | Дубоуз, Фред Джеркинс III, ЛаШон Дэниелс, Майкл Джексон, Родни Джеркинс, Мэтью Сэмуелс, Джахан Свит, Нора Пейн, Уорд и Дотсон      | Д. Свит                                                                       | 2:59         |
| 12.                 | «Just Like Me» (при участии Янг Тага)                      | Дубоуз, Джеффери Уильямс и Эштон Хоган                                                                                             | Pluss                                                                         | 3:40         |
| 13.                 | «Bosses & Workers» (при участии Дона Кью и Trap Manny)     | Дубоуз, Ле'Куинси Андерсон, Эммануэль Коббс, Итан Уокер и Кристофер Роуз                                                           | Крис Роуз и Ghost                                                             | 3:27         |
| 14.                 | «Need a Best Friend» (при участии Lil Quee и Quando Rondo) | Дубоуз, Куинтон Гриффит, Тикьян Боуман и Блюм                                                                                      | Кенни Битс                                                                    | 3:24         |
| 15.                 | «The Reaper»                                               | Дубоуз, Янг и Т. Вашингтон | The Atomix                                                                    | 2:56         |
| 16.                 | «Uptown / Bustdown» (при участии PnB Rock и Lil Durk)      | Дубоуз, Раким Аллен, Дёрк Бэнкс, Джасей Онфрой и Джанни ван ден Бром                                                               | Niaggi                                                                        | 2:57         |
| 17.                 | «Billie Jean»                                              | Дубоуз, Кевин Прайс и Джозеф Нгуен                                                                                                 | Go Grizzly и Figurez                                                          | 2:18         |
| 18.                 | «4 Min Convo (Favorite Song)»                              | Дубоуз, Кристофер Риос, Кристофер Вашингтон, Ричард Фриерсон, Джордан Холт, Джулиан Гарфилд и Баррингтон Райт                      | C.P Dubb и Д. Холт                                                            | 4:17         |
| 19.                 | «Odee» (Бонусный трек)                                     | Дубоуз, Джейк Ауджла и Джон Хишко                                                                                                  | Jaegen и Young Troy                                                           | 2:40         |
| 20.                 | «Pull Up» (при участии Nav) (Бонусный трек)                | Дубоуз, Наврадж Горая, Масамунэ Кудо и Ауджла                                                                                      | Rex Kudo и Jaegen                                                             | 3:13         |
| Общая длительность: | Общая длительность:                                        | Общая длительность: | Общая длительность:                                                           | 61:34        |

Примечания
- ↑  обозначает дополнительного продюсера
- «Look Back at It» содержит интерполяции из песен в исполнении Майкла Джексона:
  - «Remember the Time», написанной Майклом Джексоном, Teddy Riley[англ.] и Bernard Belle[англ.].
  - «You Rock My World», написанной Майклом Джексоном и Родни Джеркинсом.
- «Uptown / Bustdown» содержит дополнительный вокал XXXTentacion.

## Чарты
| Чарт (2018—2019)                       | Высшая позиция |
| -------------------------------------- | -------------- |
| Австралия (ARIA)                       | 23             |
| Бельгия/Фландрия (Ultratop)            | 99             |
| Канада (Canadian Albums Chart)         | 1              |
| Дания (Hitlisten)                      | 6              |
| Нидерланды (Album Top 100)             | 24             |
| Финляндия (Suomen virallinen lista)    | 24             |
| Франция (SNEP)                         | 121            |
| Ирландия (IRMA)                        | 80             |
| Новая Зеландия (RMNZ)                  | 31             |
| Норвегия (VG-lista)                    | 25             |
| Швеция (Sverigetopplistan)             | 58             |
| Великобритания (UK Albums Chart)       | 23             |
| США Billboard 200                      | 1              |
| США (Billboard Top R&B/Hip-Hop Albums) | 1              |

| Чарт (2019)                            | Позиция |
| -------------------------------------- | ------- |
| Австралия (ARIA)                       | 79      |
| Канада (Billboard)                     | 7       |
| Дания (Hitlisten)                      | 35      |
| Исландия (Plötutíóindi)                | 91      |
| Великобритания (OCC)                   | 86      |
| США Billboard 200                      | 10      |
| США Top R&B/Hip-Hop Albums (Billboard) | 6       |
| Чарт (2020)                            | Позиция |
| США Billboard 200                      | 87      |
| США Billboard Top R&B/Hip-Hop Albums   | 70      |

| Чарт (2010—2019)  | Позиция |
| ----------------- | ------- |
| США Billboard 200 | 69      |

## Сертификации
| Регион                                                                      | Сертификация  | Продажи   |
| --------------------------------------------------------------------------- | ------------- | --------- |
| Канада (Music Canada)                                                       | Платиновый    | 80 000    |
| Дания (IFPI Danmark)                                                        | Платиновый    | 20 000    |
| Великобритания (BPI)                                                        | Золотой       | 100 000   |
| США (RIAA)                                                                  | 2× Платиновый | 2 000 000 |
| Данные о продажах + прослушиваниях приведены только на основе сертификации. |               |           |